# 橘・フクシマ・咲江
橘・フクシマ・咲江（たちばな・フクシマ・さきえ、1949年9月10日 - ）は、日本のエグゼクティブサーチコンサルタント（ヘッドハンター）。
フクシマは洗礼名ではなく、夫であるグレン・フクシマの姓。G&S Global Advisors代表取締役社長、コーン・フェリー・インターナショナル社アジア・パシフィック地域最高顧問。2016年6月よりウシオ電機取締役、2019年6月よりコニカミノルタ取締役、2020年6月より九州電力取締役、2022年6月よりあおぞら銀行取締役を務めている。他に、日本政策投資銀行アドバイザリー・ボード・メンバー、公益財団法人日本生産性本部日本創成会議メンバー、一般社団法人ジャパンダイバーシティネットワーク理事、NPO法人全国社外取締役ネットワーク理事、清泉女子大学理事並びに評議員を務める。
元花王取締役（2002-2006年）、元ソニー取締役（2003-2010年）、元ベネッセコーポレーション取締役(2005-2010年)、元イー・アクセス取締役（2009-2010年）、元パルコ取締役（2010-2011年）、元味の素取締役 (2011-2019年) 、元三菱商事取締役（2013-2016年) 、元J.フロント リテイリング取締役　(2012-2020年) 。公職では内閣府対日投資会議専門部会委員会委員、文部科学省科学技術・学術審議会（基本計画特別委員会委員及び人材委員会）委員、同省国立大学法人評価委員会委員、外務省「世界の中の日本・30人委員会」委員、金融庁「日本版スチュワードシップ・コードに関する有識者検討会」委員等を歴任した。他に、2003年5月から2015年4月まで経済同友会幹事（2011年からは副代表幹事）、日本取締役協会幹事を務めた。

## 略歴
清泉女子大学文学部英文科卒業、国際基督教大学大学院日本語教授法研究課程修了、ハーバード大学大学院教育学修士課程修了、スタンフォード大学大学院経営修士課程修了。
ハーバード大学東アジア言語学科日本語教師、ブラックストン・インターナショナル、ベイン・アンド・カンパニーを経て、1991年日本コーン・フェリー・インターナショナル入社。1995年米国本社取締役選出、2000年より日本コーン・フェリー・インターナショナル株式会社代表取締役社長、2009年より同社代表取締役会長。2010年8月コーン・フェリー・インターナショナル社アジア・パシフィック地域最高顧問に就任と同時にG&S Global Advisors Inc.を設立し、代表取締役社長に就任。
2008年1月にビジネスウィーク誌により「世界で最も影響力のあるヘッドハンター・トップ50人」に唯一の日本人として選ばれる。人材・キャリア開発に関する執筆・講演多数。

## 著書

### 単著
- 『世界のリーダーに学んだ自分の考えの正しい伝え方』PHPビジネス新書、2014年8月19日。978-4569820408。
- 『人財革命―あなたが組織に負けない「一流の人材」になるために』祥伝社、2007年7月26日。ISBN 978-4396612870。
- 『自信のなさは努力で埋められます 〜世界最大ヘッドハンティング会社の日本法人社長から貴女への提言〜』フィールドワイ、2005年3月26日。ISBN 978-4901722452。
- 『40歳までの「売れるキャリア」の作りかた』講談社、2003年7月23日。ISBN 978-4062642163。
- 『売れる人材―エグゼクティブ・サーチの現場から』日経BP社、2000年6月。ISBN 978-4822241865。

### 共著
- 橘・フクシマ・咲江、黒田由貴子『会社を変える 会社を変わる』ファーストプレス、2007年11月8日。ISBN 978-4903241715。
- 橘・フクシマ・咲江、大滝令嗣、増岡邦明、高橋秀明、戸国靖器『プラス思考のアメリカ人 マイナス思考の日本人』ジャパンタイムズ、1997年9月。ISBN 978-4789008921。